# Усатые бычки
Усатые бычки (лат. Blepsias) — род морских лучепёрых рыб семейства волосатковые из отряда скорпенообразных.
Длина тела от 20 (двулопастной бычок) до 25 см (бычок-бабочка), всё тело покрыто очень маленькими шипиками. Голова относительно маленькая, на рыле и подбородке расположены длинные усики. Тело покрыто кожными выростами различной формы и размера. У двулопастного бычка, в отличие от всех остальных представителей семейства, несколько лучей первого спинного плавника не удлинены. Во втором спинном плавнике 11—30 мягких лучей, в анальном 11—12. В брюшных плавниках по 1 колючему жесткому и 3 мягких луча. Лучей жаберной перепонки 6. Плавательный пузырь отсутствует.
Хищники, питаются рыбой и беспозвоночными.
Распространены в северной части Тихого океана. Донные рыбы.

## Классификация
В роде волосатки 2 вида:
- Двулопастной бычок (Blepsias bilobus)
- Бычок-бабочка (Blepsias cirrhosus)

## Галерея

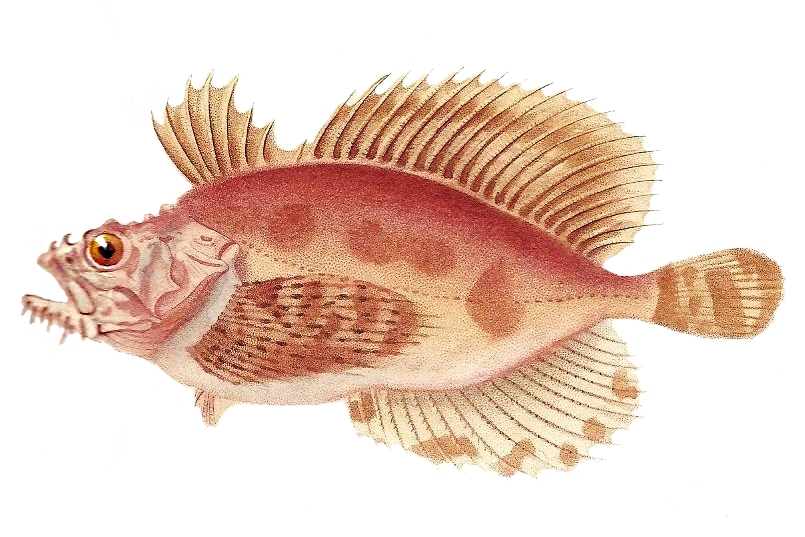
Двулопастной бычок (Blepsias bilobus)